# Transfert d'acide ribonucléique
 (décembre 2016).
Si vous disposez d'ouvrages ou d'articles de référence ou si vous connaissez des sites web de qualité traitant du thème abordé ici, merci de compléter l'article en donnant les références utiles à sa vérifiabilité et en les liant à la section « Notes et références ».
Le transfert d'acide ribonucléique (en anglais northern blot) ou buvardage de northern), est une méthode de biologie moléculaire permettant l'analyse de l'acide ribonucléique (ARN).
Elle dérive du Southern blot (appelé ainsi par le biologiste Edwin Southern qui a aussi inspiré le nom western blot qui fait référence aux séquences en acides aminés des protéines), sauf qu'au lieu d'étudier de l'acide désoxyribonucléique(ADN), on étudie de l'ARN. L'ARN va être analysé par électrophorèse, permettant de séparer les ARN en fonction de leur taille. Puis ils sont détectés par une sonde. Une autre différence du procédé par rapport au transfert de Southern est l'utilisation de formaldéhyde dans le gel d'électrophorèse comme dénaturant, parce que le traitement d'hydroxyde de sodium utilisé en transfert de southern dégraderait l'ARN. Bien que les ARN soient déjà simple-brin cela permet de casser les structures secondaires. Comme dans le transfert de Southern, la sonde d'hybridation peut être faite à partir d'ADN ou d'ARN. 
Le transfert d'acide ribonucléique permet d'apprécier la distribution des ARN dans les tissus et d'étudier leur abondance relative. On peut alors déduire de ces observations l'expression plus ou moins importante de certains gènes. Enfin cette technique sert à détecter les intermédiaires de maturation et les différentes formes d'épissage des ARN.
Le principe des puces à ADN, dont l'utilisation s'est répandue vers la fin des années 1990, est apparenté puisqu'il est fondé sur la fixation sur un support de fragments isolés d'ADN rétrostranscrits et l'hybridation avec une sonde faite à partir d'ADN.